# ラ・ジェオード
座標: 北緯48度53分40秒 東経02度23分19秒 / 北緯48.89444度 東経2.38861度
ラ・ジェオード (La Géode) とはパリのラ・ヴィレット公園内のシテ科学産業博物館にあるオムニマックスシアターである。1985年5月6日に開館した。
カバス (Cabasse) 社が設計した 12.1ch 音響システムを備えるのは世界中でここだけである。

## 構造
直径36m、6433枚の三角形の板で球を構成している。表面は鏡面に磨かれている。1億3000万フランの費用がかかった。

## リンク
- 公式サイト